# Lissonota hamus
Lissonota hamus là một loài tò vò trong họ Ichneumonidae.